# آنتونیو روزمینی

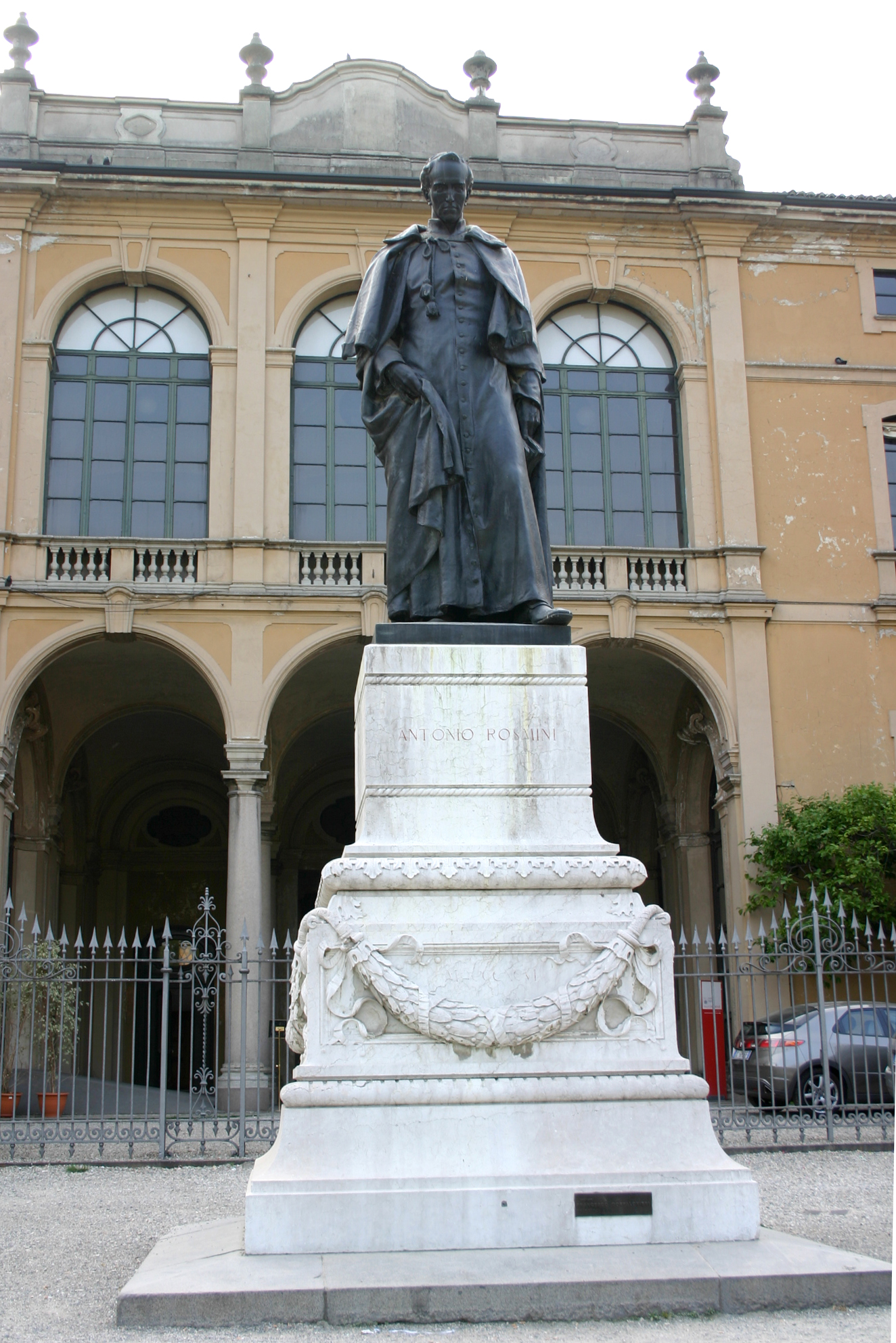
یادبودی از روزمینی در میلان (۱۸۹۶ میلادی).

آنتونیو فرانچسکو دیوید آمبروجیو روزمینی-سرباتیِ (به ایتالیایی: Antonio Francesco Davide Ambrogio Rosmini-Serbati) آمرزیده (تلفظ ایتالیایی: [anˈtɔ:njo roˈzmi:ni serˈba:ti]؛ متولد روورتو، ۲۵ مارس ۱۷۹۷ میلادی - استرسا، ۷۱ ژوئیه ۱۸۵۵ میلادی) یک کشیش کاتولیک رومی و فیلسوف ایتالیایی بود. او مؤسسهٔ خیریهٔ روزمینین را تأسیس کرد که عنوان رسمی آن «مؤسسه خیریه» یا (به لاتین: Societas a charitate nuncupata)، به معنای «جامعه‌ای به نام خیریه» بود. وی پیشگام مفهوم عدالت اجتماعی بود و از شخصیت‌های اصلی کاتولیک‌های لیبرال ایتالیا به حساب می‌آمد. آلساندرو مانزونی، رزمینی را تنها نویسنده معاصر ایتالیایی می‌دانست که نوشته‌هایش ارزش خواندن دارد.

## زندگی‌نامه
آنتونیو رزمینی سرباتی در ۲۴ مارس ۱۷۹۷ در روورتو، در تیرول اتریش متولد شد. وی در پوهنتون (دانشگاه) پادوآ تحصیل کرد و در ۲۱ اپریل ۱۸۲۱، در چیوگیا به عنوان کشیش منصوب شد. در سال ۱۸۲۲ دکترای الهیات و حقوق کَنون را دریافت کرد.
در این مدت رزمینی "اصل انفعال" خود را تدوین کرد. رزمینی احساس کرد که مجبور است از خود بپرسد: آیا برنامه‌های من بیشتر از تمایل ذهنی من برای انجام کار خوب نشأت می‌گیرند یا از میل به انجام اراده خدا؟ " با تأمل در این راه، رزمینی این اصل را در دو بخش بیان کرد: آماده انجام هرگونه کار خیر باشید، اما فقط تا زمانی که مشیت خدا بر آن باشد. در این میان، خود را در تعهد به تغییرِ مستمر غرق کنید و به دنبال اصلاح زندگی خود باشید.

### انستیتوت خیریه
در سال ۱۸۲۸ میلادی، او در مونته کالواریو در نزدیکی دومودوسولا، یک انجمن مذهبی جدید با عنوان مؤسسه خیریه که عموماً از آن به عنوان رزمینینز یاد می‌شود، تأسیس کرد. در پاییز ۱۸۳۰ میلادی او نظارت بر قانون را در کالواریو آغاز کرد و از ۱۸۳۴ میلادی تا ۱۸۳۵ میلادی مسئولیت یک بخش کلیسایی در روورتو را بر عهده داشت. موسسات خیریه بعدی در استرسا و دومودوسولا تأسیس شدند. اساسنامه مؤسسه با ارائه به پاپ گریگوری شانزدهم در ۲۰ دسامبر ۱۸۳۸ میلادی تأیید شد. این مؤسسه به سرعت در انگلستان و ایتالیا گسترش یافت و درخواست‌ها برای ایجاد موسسات از کشورهای مختلف ارائه می‌شدند.
اعضا ممکن بود کشیش یا افراد عادی باشند که خود را وقف موعظه، آموزش جوانان و کارهای خیریه جهانی-مادی، معنوی و فکری کرده‌اند. آن‌ها در ایتالیا، انگلستان، ایرلند، فرانسه، ولز، نیوزلند، کنیا، تانزانیا، هند، ونزوئلا و ایالات متحده کار می‌کنند. در لندن آن‌ها به کلیسای تاریخی سنت اتلدردا، ایلی پلاس، هولبورن متصل بودند. در سال ۱۹۶۲، مکتب پسرانه کالج رزمینی در اوکلند نیوزلند توسط پدر کچساید تأسیس شد.
رزمینی به عنوان مشاور سیاسی دولت وقت پیمونت در سمت خود باقی ماند. در اگست ۱۸۴۸، او توسط چارلز آلبرت، پادشاه پیمونت، به رم فرستاده شد تا حمایت پاپ را برای حمایت از ایتالیا و مقابله‌گری با اتریش جلب کند. رزمینی برای خدمت در کوریای رومی پاپ پیوس نهم، به عنوان نخست‌وزیر ایالات پاپی دعوت شد. او در مبارزات فکری شرکت کرد که هدفشان رهایی از سلطه اتریش بود، اما به عنوان یک مشاور کلیسایی و دیپلمات مورد اعتماد، آغازگر جنبشی نبود که به آزادی و وحدت ایتالیا ختم شد. در واقع، در حالی که مشتاق رهایی ایتالیا از سلطه اتریش بود، هدف وی ایجاد کنفدراسیون ایالت‌های این کشور بود که می‌خواست تحت کنترل پاپ باشد. با تأسیس جمهوری روم، پاپ اعظم ناچار به فرار شد و از مشاور سابق خود در مسائل سیاسی جدا گردید. شرایط سیاسی ناپایدار، انطباق پروژه‌های متفاوت این دو نفر را بسیار دشوار کرد. اصلاحات بدیع اجتماعی و حقوقی، هرچند اندک، قربانی نیازهای ضروری و فوری برای دفاع از برتری قوای موقتی کلیسا شد.

## نوشتارها
آثار رزمینی، از پنج زخم کلیسای مقدس و قانون اساسی عدالت اجتماعی، (آثارش را در ذیل مقاله ببینید) مخالفت‌های زیادی را به ویژه در میان یسوعیان برانگیخت و در سال ۱۸۴۹ میلادی در فهرست کتب ممنوعه قرار گرفتند. رزمینی بلافاصله تسلیم شدن خود را اعلام کرد و در استرسا در لاگو مگیور بازنشسته شد و در همان‌جا درگذشت. قبل از مرگش، او از اینکه آثار مورد بحثش رد شده‌اند، یعنی از طرف انجمن نمایندگان، بدون سانسور اعلام شده‌اند، خوشحال شد. بیست سال بعد، کلمه ردشده (dimittantur) مورد مناقشه قرار گرفت. برخی معتقد بودند که این تأیید مستقیم است، برخی دیگر معتقد بودند که مفهوم آن کاملاً منفی است و به این معنا نیست که کتاب‌ها عاری از خطا هستند. وینچنزو ماریا گاتی، استاد الهیات دومینیکن در کالج سنت توماس، پیشگام پوهنتون (دانشگاه) دانشگاه پاپتیکال سنت توماس آکویناس و استاد کاخ مقدس، در بازسازی بخشی از آثار رزمینی نقش مؤثری داشت. در مقاله ای که در ۱۶ جون ۱۸۷۶ در L'Osservatore Romano منتشر شد، گاتی تصریح کرد که منظور پیوس نهم از «dimittantur» به معنای نکوهش کلی نبوده‌است.
این مناقشه تا سال ۱۸۸۷ میلادی ادامه داشت، یعنی تا زمانی که پاپ لئو سیزدهم چهل گزاره رزمینی را محکوم کرد. با این حال، با اشاره به این محکومیت، «جماعت دکترین ایمان» در سال ۲۰۰۱ میلادی سندی را صادر کرد که در آن اعلام شده بود «مفاهیم استدلالات، آنطور که در حکم توضیح داده شده و محکوم شده‌اند، متعلق به موقعیت معتبر رزمینی نمی‌باشند.»
در سال ۱۹۹۸ میلادی، رزمینی توسط پاپ ژان پل دوم در دانشنامه Fides et Ratio به عنوان یکی از متفکران بزرگ مسیحی نامیده شد.

## افکار
جامع‌ترین دیدگاه فلسفی رزمینی را می‌توان در Sistema filosofico او یافت که در آن وی، ایده یک دایرةالمعارف کامل از بشر شناخت‌پذیر را که با توجه به ترتیب ایده‌ها به هم پیوسته‌است، در یک کلِ کاملاً هماهنگ بیان کرده‌است. او با در نظر گرفتن موضع فلسفه اخیر از جان لاک تا گئورگ هگل و با توجه به مشکل قدیمی و اساسی منشأ، حقیقت و قطعیت ایده‌های ما، نوشت: «اگر قرار است عشق و احترام به فلسفه بازگردد، من فکر می‌کنم لازم است تا حدی به آموزه‌های قدیمی بازگردیم و تا حدی روش‌های مدرن را با این آموزه‌ها تلفیق کنیم» (تئودیسی،‏ .a. 148) او واقعیت دانش بشری را مورد بررسی و تجزیه و تحلیل قرار داد و نتایج زیر را بدست آورد:
1. اینکه مفهوم یا ایده وجود یا هستی به‌طور کلی، در همه شناخت‌های به دست آمده ما وارد شده و بر اساس آن فرض می‌شود، به طوری که بدون این ایده، شناخت‌ها غیرممکن خواهند بود
2. اینکه این ایده اساساً عینی است؛ بدین معنا که آنچه از آن برداشت می‌شود، بسته به ذهنی که آن را تحلیل می‌کند، متمایز و متفاوت است، به طوری که هر چشمی آن را به گونه‌ای دیگر می‌بیند.
3. اینکه اساساً درست است، زیرا هستی و حقیقت اصطلاحات قابل تبدیل هستند و چون در بینش آن، ذهن نمی‌تواند اشتباه کند، زیرا خطا فقط با قضاوت امکان‌پذیر است و در اینجا قضاوتی وجود ندارد، بلکه شهودی محض است که هیچ چیز را نه تأیید و نه انکار می‌کند.
4. اینکه با استفاده از این ایدهٔ اساساً عینی و واقعی، انسان به‌طور عقلانی درک می‌کند که ابتدا بدن حیوان به‌طور جداگانه با او پیوند خورده‌است و سپس، در مورد احساساتی که توسط خود او، در درونش ایجاد نمی‌شوند، علل آن احساسات، یعنی از عمل احساس شده، او عامل، علت و بنابراین یک چیز واقعی را درک و تأیید می‌کند و بدین ترتیب به دنیای خارج می‌رسد. این‌ها قضاوت‌های واقعی اولیه هستند که شامل
  1. وجود یک موجود خاص (فاعل) و
  2. ماهیت یا قسم آن که ذریعه کیفیت عمل محسوس، تعیین می‌شود (گزاره)
5. این تفکر، با جدا کردن ماهیت یا قسم از وجود، منتهی به ایجاد ایده کامل و خاص (جهانی‌سازی) می‌شود و سپس با کنار گذاشتن برخی از عناصر آن، ایده خاص انتزاعی (انتزاع) به دست می‌آید
6. اینکه ذهن با رسیدن به این مرحله از رشد، می‌تواند به انتزاعیات بیشتر و بیشتر از جمله اولین اصول استدلال، اصول علوم متعدد، ایده‌های پیچیده، گروپ ایده‌ها و غیره، به‌طور نامحدود دست یابد
7. سرانجام، همان جهان شمول‌ترین ایده هستی، مولد و عنصر صوری همه شناخت‌های اکتسابی، خودش اکتسابی نیست، بلکه باید در ما به‌طور ذاتی وجود داشته باشد و توسط خدا در طبیعت ما کاشته شود؛ بنابراین هستی، همان‌طور که به‌طور طبیعی به ذهن ما می‌رسد، باید چیزی باشد که مردم آن را نور خرد می‌نامند. از این رو، نام رزمینی به آن هستی ایده‌آل می‌دهد. او این را اصل اساسی همه فلسفه و معیار عالی حقیقت و یقین دانست. او معتقد بود که این آموزهٔ سنت آگوستین و همچنین سنت توماس است، که وی مرید و مدافع سرسخت آن‌ها بود.[۵]

## علت مقدس سازی
در ۲۶ جون ۲۰۰۶ میلادی، پاپ بندیکت شانزدهم حکم فضیلت‌های قهرمانانه را امضا کرد و از این رو رزمینی را «بزرگوار» اعلام کرد. در ۳ جون ۲۰۰۷ میلادی، پاپ بندیکت شانزدهم اجازه صدور حکمی مبنی بر تقدیر رزمینی را صادر کرد. در ۱۸ نومبر ۲۰۰۷ میلادی او در نووارا، ایتالیا، آمرزیده خوانده شد.

## آثار
از بین آثار متعدد وی، که یک نسخه جمع‌آوری شده در ۱۷ جلد در میلان (۴۴–۱۸۴۲ میلادی) منتشر شده‌است، و توسط Opere postume در ۵ جلد تکمیل شده‌است (تورین،‏ بین ۱۸۵۹ تا ۱۸۷۴ میلادی)، مهمترین آن‌ها عبارتند از:
- منشأ ایده‌ها.[ص] ترجمه شده توسط ناشناس (ترجمه از ویرایش پنجم ایتالیایی). لندن: کیگان پل، ترنچ. ۱۸۸۳ میلادی. OCLC 818116370
- اصول علم اخلاق[ض]‏ (۱۸۳۱ میلادی)
- احیا مجدد فلسفه در ایتالیا[ط] (1836 میلادی)
- فلسفه حق[ظ] (1841 تا ۱۸۴۵ میلادی)